# Grojdibodu
Grojdibodu è un comune della Romania di 3,099 abitanti, ubicato nel distretto di Olt, nella regione storica dell'Oltenia. 
Il comune è formato dall'unione di 2 villaggi: Grojdibodu e Hotaru.